# Maria Pozsonec
Maria Pozsonec, slovensko-madžarska političarka, poslanka in pedagoginja, * 16. januar 1940, Dolga vas, † 3. april 2017

## Življenjepis
V letih 1990 do leta 2008 je bila (petkrat izvoljena) predstavnica madžarske narodne skupnosti v slovenskem Državne zboru.
Leta 1992 je bila izvoljena v 1. državni zbor Republike Slovenije; v tem mandatu je bila članica naslednjih delovnih teles:
- Komisija za narodni skupnosti (predsednica; do 1. marca 1995),
- Komisija za narodni skupnosti (podpredsednica; od 1. marca 1995),
- Komisija za volitve, imenovanja in administrativne zadeve,
- Komisija za lokalno samoupravo,
- Komisija za žensko politiko,
- Odbor za infrastrukturo in okolje,
- Odbor za kmetijstvo in gozdarstvo,
- Odbor za mednarodne odnose,
- Odbor za kulturo, šolstvo in šport in
- Preiskovalna komisija o raziskovanju povojnih množičnih pobojev, pravno dvomljivih procesov in drugih tovrstnih nepravilnosti.

Leta 2004 je bila kot predstavnica madžarske narodne skupnosti v Slovenija četrtič izvoljena v Državni zbor Republike Slovenije; v tem mandatu je bila članica naslednjih delovnih teles:
- Komisija za narodni skupnosti (predsednica),
- Odbor za kmetijstvo, gozdarstvo in prehrano,
- Odbor za zunanjo politiko,
- Odbor za notranjo politiko, javno upravo in pravosodje,
- Odbor za promet,
- Odbor za kulturo, šolstvo in šport,
- Komisija za odnose s Slovenci v zamejstvu in po svetu,
- Mandatno-volilna komisija in
- Kolegij predsednika Državnega zbora Republike Slovenije.

## Odlikovanja
- viteški križ reda za zasluge Republike Madžarske: 16. april 2009[3]
- red za zasluge Republike Slovenije pri ohranjanju madžarskega jezika, madžarske kulture in vsestranski razvoj madžarske narodnostne skupnosti v Sloveniji ter za velik prispevek h krepitvi dobrih sosedskih odnosov med Slovenijo in Madžarsko (2010)[4]